# 枚方自宅介護殺人未遂事件
枚方自宅介護殺人未遂事件(ひらかたしじたくかいごさつじんみすいじけん)とは、2008年に介護を受けていた男性が病院に搬送された事件。別名『枚方冤罪事件』。介護をしていた女性が起訴された。その後、日本国民救援会などが支援して無罪判決が確定した。

## 概要
2008年（平成20年）4月8日に女性A（以下Aと記載）が介護をしている叔父の様子がおかしいとして119番通報があったことから始まった。通報したAは、全身に褥瘡があったため医師が、警察へ通報。その後、首に傷跡があるなどしたため女性Aが介護に疲れて首を絞めたとして殺人未遂の疑いで逮捕された。Aは家族との不和問題はあったとして介護疲れは認めながらも、起訴されたようなことはやっていないと一貫して容疑を否認。大阪地検はその後に起訴に踏み切った。

## 裁判経過
裁判で弁護側は一貫して無罪を主張。一方検察側は10年間にわたる介護疲れによって首を絞めて殺害を図ったと主張した。一審の大阪地裁は、懲役3年、執行猶予5年の有罪判決を下した。首の前後に残る2本の線状の傷跡が首を絞めた痕跡であると判断して叔父を疎ましく思ったAが、衝動的にその場にあったベルトで首を絞めて殺害を図ったとした。弁護側は控訴した。
2010年3月19日に二審の大阪高裁は逆転無罪判決を下した。判決では病床の叔父自身の首を絞められたことは無いという証言テープが控訴審で証拠採用された。また、この事件の争点であった首の傷がベルトで絞めた痕であるかどうかについて弁護側の鑑定などから、首を絞めてできた傷だとするには合理的な疑いが残るとした。検察側は上告を断念して無罪判決が確定した。